# Bernard Kelly (cầu thủ bóng đá)
Bernard Alexander Kelly (sinh ngày 21 tháng 8 năm 1928) là một cầu thủ bóng đá người Anh đã giải nghệ từng thi đấu ở vị trí tiền đạo thi đấu ở Football League cho Brentford.

## Thống kê sự nghiệp
| Câu lạc bộ          | Mùa giải            | Giải quốc nội       | Giải quốc nội | Giải quốc nội | Cúp FA  | Cúp FA    | Tổng    | Tổng      |
| Câu lạc bộ          | Mùa giải            | Hạng đấu            | Số trận       | Bàn thắng     | Số trận | Bàn thắng | Số trận | Bàn thắng |
| ------------------- | ------------------- | ------------------- | ------------- | ------------- | ------- | --------- | ------- | --------- |
| Brentford           | 1950-51             | Second Division     | 1             | 0             | 0       | 0         | 1       | 0         |
| Tổng cộng sự nghiệp | Tổng cộng sự nghiệp | Tổng cộng sự nghiệp | 1             | 0             | 0       | 0         | 1       | 0         |